# Kaarle Tapper
Kaarle Tapper (Helsinki, 19 de septiembre de 1995) es un deportista finlandés que compitió en vela en las clases Europe y Laser.
Ganó una medalla de bronce en el Campeonato Mundial de Europe de 2010 y una medalla de bronce en el Campeonato Europeo de Laser de 2022.

## Palmarés internacional
| Campeonato Mundial | Campeonato Mundial | Campeonato Mundial | Campeonato Mundial |
| Año                | Lugar              | Medalla            | Clase              |
| ------------------ | ------------------ | ------------------ | ------------------ |
| 2010               | Arkösund (Suecia)  | Medalla de bronce  | Europe             |

| Campeonato Europeo | Campeonato Europeo | Campeonato Europeo | Campeonato Europeo |
| Año                | Lugar              | Medalla            | Clase              |
| ------------------ | ------------------ | ------------------ | ------------------ |
| 2022               | Hyères (Francia)   | Medalla de bronce  | Laser              |